# Patricia Rombach
Patricia Ursula Rombach (* 28. Oktober 1971 in Stegen-Eschbach) ist eine deutsche Juristin, Richterin am Bundesgerichtshof und am Einheitlichen Patentgericht.

## Leben
Sie studierte in Freiburg Rechtswissenschaften und wurde 2000 mit einer Dissertation über die Übersicherung bei revolvierenden Globalsicherheiten zum Doktor der Rechte promoviert. Nach dem Zweiten juristischen Staatsexamen und einer Tätigkeit als wissenschaftliche Mitarbeiterin trat Rombach im Jahr 2000 in den Justizdienst des Landes Baden-Württemberg ein. 2003 wurde sie zum Richterin am Landgericht Mannheim ernannt. Den Schwerpunkt ihrer richterlichen Tätigkeit bildete schon dort der gewerbliche Rechtsschutz, das Patent- und Urheberrecht, sowie das Kartellrecht. Während ihrer dreijährigen Abordnung an den Bundesgerichtshof von Oktober 2004 bis September 2008 war sie als wissenschaftliche Mitarbeiterin dem Kartellsenat und dem Senat für Anwaltssachen des Bundesgerichtshofes zugewiesen. Nach ihrer Beförderung zur Richterin am Oberlandesgericht Karlsruhe im Januar 2013 gehörte sie dem für den gewerblichen Rechtsschutz sowie das Patent- und Kartellrecht zuständigen 6. Zivilsenat an. Seit August 2017 war sie als Vorsitzende Richterin wieder am Landgericht Mannheim zunächst in Patent- und später in Kartellsachen tätig.
Sie ist am 14. März 2019 zur Richterin am Bundesgerichtshof gewählt und am 2. September 2019 ernannt worden. Mit Aufnahme ihrer Tätigkeit beim Bundesgerichtshof am 1. September 2019 hat das Präsidium sie dem u. a. für das Patent-, Gebrauchsmuster- und Reisevertragsrecht zuständigen X. Zivilsenat (aus diesem seit 1. April 2021 ausgeschieden), dem neu gebildeten XIII. Zivilsenat und dem Kartellsenat zugewiesen. Seit dem 1. Januar 2023 war sie beim Bundesgerichtshof ausschließlich im X. Zivilsenat tätig.
Ihre Auswahl zur Richterin am Einheitlichen Patentgericht und Zuweisung zu dessen Berufungsgericht wurden am 19. Oktober 2022 bekannt gegeben. Bei diesem war sie zunächst mit einem Teil ihrer Arbeitskraft, seit 2025 ist sie dort voll tätig; dementsprechend ist sie im Geschäftsverteilungsplan 2025 des Bundesgerichtshofs nicht mehr aufgeführt.

## Veröffentlichungen
- Die anfängliche und nachträgliche Übersicherung bei revolvierenden Globalsicherheiten. Duncker und Humblot, Berlin 2001, ISBN 3-428-10209-6 (Dissertation, Freiburg (Breisgau), 2000).
- Die kartellrechtliche Zwangslizenz im Patentverletzungsprozess, in: Gerda Müller (Hrsg.): Festschrift für Günter Hirsch zum 65. Geburtstag. Beck, München 2008, ISBN 978-3-406-56759-9 oder ISBN 3-406-56759-2, S. 311 ff.